# Maska Czerwonego Moru (film)
Maska Czerwonego Moru (ang. The Masque of the Red Death) – amerykańsko-brytyjski horror z 1964 roku w reżyserii Rogera Cormana na podst. noweli o tym samym tytule i noweli Żabi Skoczek Edgara Allana Poe oraz opowiadania Tortura nadziei Auguste’a Villiersa de L’Isle-Adama.
Siódma z ośmiu adaptacji filmowych Edgara Allan Poego autorstwa Rogera Cormana, zrealizowanych przez American International Pictures.

## Fabuła
Gdzieś w średniowiecznych Włoszech staruszka spotyka człowieka w czerwonej szacie tasującego karty tarota. Mówi kobiecie, że niedługo jej ziomkowie zostaną wyzwoleni. Do jej wioski przybywa orszak władającego tymi ziemiami okrutnego księcia Prospera. Chcąc upokorzyć wynędzniałych wieśniaków, zaprasza on ich na biesiadę organizowaną dla szlachty. Gdy dwaj chłopi Gino i Ludovico stawiają się Prosperowi, ten skazuje ich na śmierć. Córka Ludovica i narzeczona Gina – Francesca prosi o litość Prospera, który każe jej wybierać kogo ma oszczędzić. Prospero z trwogą odkrywa, że staruszka zaraziła śmiertelną zarazą znaną jako Czerwony Mór – jego ofiary w stanie agonalnym wydzielają z ciał krew zamiast wody. Na rozkaz Prospera wioska zostaje spalona, ale Francesca, Gino i Ludovico, którzy nie mieli kontaktu ze staruszką, zostają zabrani do jego zamku.
Tam Juliana, kochanka Prospera uczy etykiety Franceskę, a Gino i Ludovico w niewoli trenowani są, by walczyć na śmierć i życie ku rozrywce Prospera. Zebraną szlachtę zabawia para niskorosłych tancerzy, Esmeralda i Żabi Skoczek. Kiedy Esmeralda przypadkowo przewraca kielich z winem, uderza ją jeden z gości Prospera – Alfredo. Prospero ogłasza bal maskowy, na którym zabrania założenia czegokolwiek czerwonego. Prospera mierzwi głęboka wiara Franceski i chcąc wystawić ją na próbę oprowadza ją po komnatach udekorowanych i oświetlonych konkretnymi kolorami: żółtym, purpurowym i białym. Nie pozwala jej póki co wejść do ostatniej. Nocą Juliana wyraża życzenie, by została wprowadzona w kult Prospera. Francesca słysząc dziwne inkantacje Prospera kieruje się do ostatniej komnaty – w kolorze czarnej z czerwonym blaskiem. Tam Juliana i Prospero leżą w stanie hipnozy. Francesca ucieka z krzykiem, lecz dopada ją Alfredo.
Podczas polowania z sokołem Prospero wyznaje Francesce, iż jest satanistą i uważa Boga za martwe bóstwo dla słabych. Wtem arystokrata Scarlatti i jego żona pod zamkowymi murami proszą o azyl przed Czerwonym Morem. Niewzruszony Prospero zabija Scarlattiego z kuszy. On i Francesca odwiedzają przyuczanych przez strażników Gina i Ludovica, którzy odmawiają walki ze względu na przyjaźń. Prospero przyznaje im rację, że zmuszaniem niczego nie osiągnie. Opowiada on Francesce o swym przodku sprzed wieku, który jako mnich inkwizycji torturował ludzi w imię Boga. Uważa Szatana za bóstwa prawdy, jako że świat pełen jest bólu i cierpienia. Tymczasem Żabi Skoczek sugeruje Alfredowi na maskaradę realistyczne wyglądający kostium małpy celem wzbudzenia sensacji u reszty gości.
Juliana odprawia w Czarnej Komnacie rytuał, oddając swoją duszę Szatanowi. Po spotkaniu Franceski daje jej klucz do celi Ludovica i Gina i każe jej odejść. Podczas ucieczki Gino i Ludovico zabijają trzech strażników, ale potem zostają ponownie schwytani przez Prospera, dla którego to dowód ich grzechu. Na uczcie Prospero wzywa Gino i Ludovico. Każe im wybrać sztylety, którymi się pociął. Jeden ze sztyletów jest pokryty trucizną; kiedy Ludovico próbuje dźgnąć nim Prospera, ten zabija go swoim mieczem. Następnie wyrzuca Gino z zamku na pastwę Czerwonego Moru. W lesie Gino spotyka człowieka w czerwieni, który daje mu kartę Tarota, która, jak mówi, reprezentuje „ludzkość”. W kierunku zamku idą ocalali wieśniacy proszący o azyl przed zarazą ku dezaprobacie Gina.
W czarnej komnacie Juliana przechodzi ostatnią ceremonię inicjacji, mając wizję jak kapłani z różnych kultur składają jej ciało w ofierze. Juliana z dumą deklaruje, że jest oblubienicą Szatana, ale słyszy głos Prospera mówiący jej: „jest więcej”. Zostaje zaatakowana i zabita przez orła. Gdy szlachta zbiera się wokół jej ciała, Prospero komentuje, że Juliana jest teraz żoną Szatana. Słysząc prośby wieśniaków Prospero zabija wszystkich, oszczędzając jedynie małą dziewczynkę. Prospero broni swej decyzji zasłaniając się gorszą śmiercią ze strony Czerwonego Moru. Maskarada się rozpoczyna i podczas niej Żabi Skoczek prowadzi Alfreda w kostiumie małpy. Po przywiązaniu do opuszczonego żyrandola Żabi Skoczek podpala żywcem Alfreda w zemście za złe potraktowanie Esmeraldy.
Gino wdziera się na zamek, by ocalić Franceskę, lecz na blankach ponownie spotyka człowieka w czerwieni, który odradza wejście i obiecuje wyśle do niego Francescę. W trakcie balu Prospero widzi człowieka w czerwieni, którego ściga przez kolorowe komnaty. Bierze postać za posłańca Szatana. Człowiek w czerwieni to personifikacja Czerwonego Moru, który powoduje śmierć wszystkich szlachciców. Prospero prosi o oszczędzenie Franceski, która zaimponowała mu siłą swej wiary. Czerwony Mór wysyła Franceskę na zewnątrz, która ze smutkiem żegna Prospera. Czerwony Mór mówi, że to nie Szatan go wysłał i że każdy tworzy własnego boga i piekło. Ujawnia swoją twarz taką samą jak u Prospera. Czerwony Mór mówi Prosperowi, że nie powinien się obawiać śmierci, gdyż jego dusza jest martwa od dawna.
Czerwony Mór gra swoimi kartami tarota z oszczędzoną przez Prospera dziewczynką. Wokół niego gromadzą się inne podobnie ubrane postacie, każda w innym kolorze: białym, żółtym, pomarańczowym, niebieskim, fioletowym i czarnym. Dyskutują między sobą o liczbie osób, które każdy z nich „domagał się” tamtej nocy. Zapytany o swoją pracę, Czerwony Mór mówi, że ocalało z niej tylko sześciu: Francesca, Gino, Żabi Skoczek, Esmeralda, oszczędzona dziewczynka i staruszek z pobliskiej wioski. On i inne kolorowe postacie odchodzą w nieznane.

## Obsada
- Vincent Price –
  - książę Prospero
  - Czerwony Mór z twarzą Prospera
- Jane Asher – Francesca
- Hazel Court – Juliana
- David Weston – Gino
- Nigel Green – Ludovico
- John Westbrook – Czerwony Mór
- Patrick Magee – Alfredo
- Skip Martin – Żabi Skoczek
- Paul Whitsun-Jones – Scarlatti
- Robert Brown – strażnik
- David Davies – przywódca wieśniaków
- Verina Greenlaw – Esmeralda
- Sarah Brackett – staruszka

## Produkcja

### Przygotowania i scenariusz
Po sukcesie ekranizacji Zagłady domu Usherów Edgara Allana Poego z 1960 roku Roger Corman mocno rozważał sfilmowanie Maski Czerwonego Moru jako kontynuację. Uważał, że oba utwory to dwie najlepsze historie Poego.
W 1961 roku Corman ogłosił, że zrealizuje adaptację na podstawie scenariusza Charlesa Beaumonta, która ma być wyprodukowany dla jego firmy Filmgroup Company. Jednak, jak później powiedział, niechętnie posuwał produkcję naprzód, ponieważ zawierała kilka elementów podobnych do Siódmej Pieczęci Ingmara Bergmana z 1957 roku i obawiał oskarżeń o próby zarobienia na Bergmanie, którego Corman podziwiał. „Ciągle opóźniałem Maskę Czerwonego Moru ze względu na podobieństwa, ale to był naprawdę sztuczny powód w moim umyśle” – powiedział później.
Innym powodem opóźnienia było to, że Corman miał wiele problemów z zatwierdzenie, scenariusza, z którego był zadowolony. Szkice napisali John Carter, Robert Towne i Barboura Morris, ale żaden nie zadowolił Cormana. Dodatkowo tym czasie konkurencja myślała o wielu adaptacjach Maski Czerwonego Moru; wytwórnia The Woolner Brothers ogłosiła film oparty na historii, podobnie jak niezależny producent Alex Gordon, który powiedział, że ma Vincenta Price’a jako gwiazdę.
AIP miało umowę koprodukcyjną z brytyjską wytwórnią Anglo-Amalgamated, więc jego właściciele Samuel Z. Arkoff i James H. Nicholson przekonali Cormana, aby film powstał w Anglii, ponieważ kręcenie tam było tańsze. Corman był zadowolony z tej decyzji, ponieważ oznaczało to zwiększenie budżetu. Odnośnie scenariusza Corman zaakceptował wczesny szkic scenariusza Beaumonta, który wprowadził koncepcję księcia Prospera jako satanisty. Mimo to Corman uważał, że skrypt wciąż wymaga dopracowania. Beaumont był zbyt chory, by przyjechać do Londynu w celu przepisania, więc Corman zatrudnił więc R. Wrighta Campbella, który właśnie z nim nakręcił Misję na Bałkanach, by z nim pojechał. Campbell także przedstawił Cormanowi wątek niskorosłego błazna z Żabiego Skoczka, innej noweli Poego. Corman zaakceptował włączenie wątku, by „nadał obrazowi dodatkowy wymiar”.

### Realizacja
Zdjęcia do Maski Czerwonego Moru rozpoczęło się 18 listopada 1963 roku w studiu Associated British Elstree w Borehamwood. Przeniesienie produkcji do Wielkiej Brytanii spowodowało, że film mógł kwalifikować się do EADY Levy, subsydium na bilety do kina wspierające filmy wyprodukowane w Anglii, i tym samym zwiększyć budżet. Jednak Maska Czerwonego Moru musiała spełnić kilka warunków. O ile amerykański reżyser i pojedyncza gwiazda filmowa byli akceptowani, reszta obsady i ekipy musiała być Brytyjczykami, aby otrzymać dofinansowanie od EADY Levy. Z tego powodu Dan Haller pracujący jako scenograf, ale nie został wymieniony w napisach. Corman mówił, że to dlatego angielski producent George Willoughby został uznany za producenta, chociaż to Corman był faktycznym takowym. Normalnie film AIP był kręcony w trzy tygodnie, ale Maska Czerwonego Moru została nakręcona w pięć tygodni, chociaż Corman uważał, że pięć tygodni w Anglii odpowiada czterem tygodniom w Stanach Zjednoczonych, ponieważ angielskie ekipy filmowe pracowały wolniej. Oprócz dłuższego harmonogramu, kręcenie w Londynie dało Cormanowi dostęp do istniejących scenografii i kostiumów. Wiele obszernych scenografii zamkowych pozostało po nakręconym rok wcześniej Beckecie. Floyd Crosby, stały operator filmowy Corman został zastąpiony Anglikiem Nicolasem Roegiem, który był znany jako drugi operator zdjęć do Lawrence’a z Arabii z 1962 roku i operator zdjęć do The Caretaker z 1963 roku. Po obejrzeniu poprzednich prac Roega, Corman uznał, że „mógłby wnieść styl, którego szukałem, który był bardzo światłocieniowy, jasnym i ciemnym obrazem, o pewnej złowieszczej jakości, a jednocześnie klasyczny styl oświetlenia”. Film był jednym z pierwszych filmów nakręconych w kolorze przez Roega.
Corman później wyraził niezadowolenie z końcowej sekwencji, którą określił jako „największą wadę” filmu, czując, że nie ma wystarczająco dużo czasu, aby ją nakręcić. Nakręcił ją w jeden dzień, co, jak powiedział, wystarczyłoby w Hollywood, ale brytyjska ekipa filmowa jego zdanie była zbyt wolna.

### Casting
Tak jak przy innych adaptacjach Poego autorstwa Cormana wystąpił Vincent Price. Oprócz niego wystąpili inni aktorzy współpracujący z Cormanem – angielska aktorka Hazel Court, która od wystąpiła w Przedwczesnym pogrzebie i Kruku, oraz północnoirlandzki aktor Patrick Magee, z którym Corman wcześniej pracował przy The Young Racers z 1963 roku. Jak wspominał Corman, Magee „mógł znaleźć te osobliwe, małe dziwactwa, które wydobył podczas swojego występu, czyniąc go bogatszą i pełniejszą charakterystyką”. W związku z kręceniem filmu w Londynie, wystąpiło wielu aktorów brytyjskiego pochodzenia m.in. Nigel Green, Jane Asher czy David Weston.

## Kontrowersje
Kiedy Maska Czerwonego Moru powstawała, Alex Gordon, który zrealizował z AIP kilka filmów typu drive-in, pozwał wytwórnię chcąc zapobiec wydaniu filmu. Twierdził, że film oparto na napisanym przez niego w 1959 roku scenariuszu, który został skradziony. Gordon twierdził, że jako pierwszy ogłosił swoją wersję, próbował skusić Ingmara Bergmana do wyreżyserowania i że Vincent Price zgodził się zagrać. Mimo zarzekań Gordona, że istnieje co najmniej „sześćdziesiąt osiem punktów podobieństwa” między jego scenariuszem a tym Beaumonta i Campbella, jego pozew został odrzucony. Sprawa została ostatecznie rozstrzygnięta pozasądowo.

## Odniesienia w kulturze popularnej
- Dialog z filmu pojawia się zarówno w utworze „And When He Falleth” Theatre of Tragedy, na płycie Velvet Darkness They Fear, jak i w utworze „Dopethrone” Electric Wizard, na albumie Dopethrone.
- W intro do „Beneath the Mask” doom metalowego zespołu Bell Witch, zostały samplowane dialogi ze sceny, w której Prospero spotyka Czerwony Mór w czarnej komnacie.
- Film został również samplowany przez Entombed w ich piosence „Living Dead”[13].